# Gianna Terribili-Gonzales
Gianna Terribili-Gonzales foi uma atriz de cinema italiana durante a era silenciosa. Ela atuou em mais de quarenta filmes, incluindo Marcantonio e Cleopatra (1913) 

## Filmografia selecionada
- Marcantonio e Cleopatra (1913)